# Colleville-Montgomery
 Colleville-Montgomery  es una población y comuna francesa, situada en la región de Baja Normandía, departamento de Calvados, en el distrito de Caen y cantón de Ouistreham.

## Demografía
| 488 | 563 | 780 | 1430 | 1926 | 1925 |
| Para los censos de 1962 a 1999 la población legal corresponde a la población sin duplicidades (Fuente: INSEE [Consultar]) |     |     |      |      |      |